# Château de Bienassis
Pour l’article ayant un titre homophone, voir Château de Bien-Assis.
Le château de Bienassis (XVe – XVIIe siècle) est situé sur le territoire de la commune d’Erquy dans les Côtes-d'Armor, en Bretagne.

## Historique
Le premier château de Bienassis était un manoir du XIIe siècle cerné d´une douve propriété de la famille de La Motte, les seigneurs de La Motte d´Erquy semble-t-il. Jean de Quelennec, seigneur de Quelennec en Quintin, qui épouse Tiphaine du Fou en 1374 acquiert la terre de Bienassis. Son fils Geofroy de Quélennec fait construire le logis vers 1434, date à laquelle le manoir neuf est attesté. En 1431, dans un texte relatif au manoir il est signalé comme : « une vieille salle de l'ancienne faczon fondée sur post de boays (poteaux) en manière de cohue (de halle) ». En 1481, François du Quélennec, cadet de noblesse, riche de 200 livres de rentes, s'adonne au commerce et à la piraterie sur la Nef de Bienassis, baptisée du nom de son manoir.
Il a été occupé par les troupes du duc de Mercœur pendant les guerres de la Ligue à la fin du XVIe siècle, en partie détruit et reconstruit à dater de 1620 par Gilles Visdelou seigneur de La Goublaye en Saint-Alban, et son épouse Françoise de Quelennec. 
Il passe par mariages au comte de La Marck, puis au duc d’Arenberg, puis, en 1760, le château est vendu à François-Louis Visdelou de la Ville-Théart, commissaire des haras de Bretagne. 
À cette époque, le domaine comprend 39 métairies, 7 moulins, et s’étend sur plus de 1 000 hectares. Confisqué pendant la Révolution, il servira de prison.
En 1796, il est acheté par le général Jean Valletaux, général français de la Révolution, puis général d'Empire et député des Côtes-du-Nord.
En 1880, la famille Le Pomellec, de ses descendants, le vend à l'amiral Jules de Kerjégu, grand navigateur. Il s'y installe après avoir participé à toutes les grandes campagnes de son siècle : expéditions du Mexique, de Crimée, Chine et Cochinchine. 
Au XXIe siècle, il est toujours la propriété de la famille Monjaret de Kerjégu.

## Description

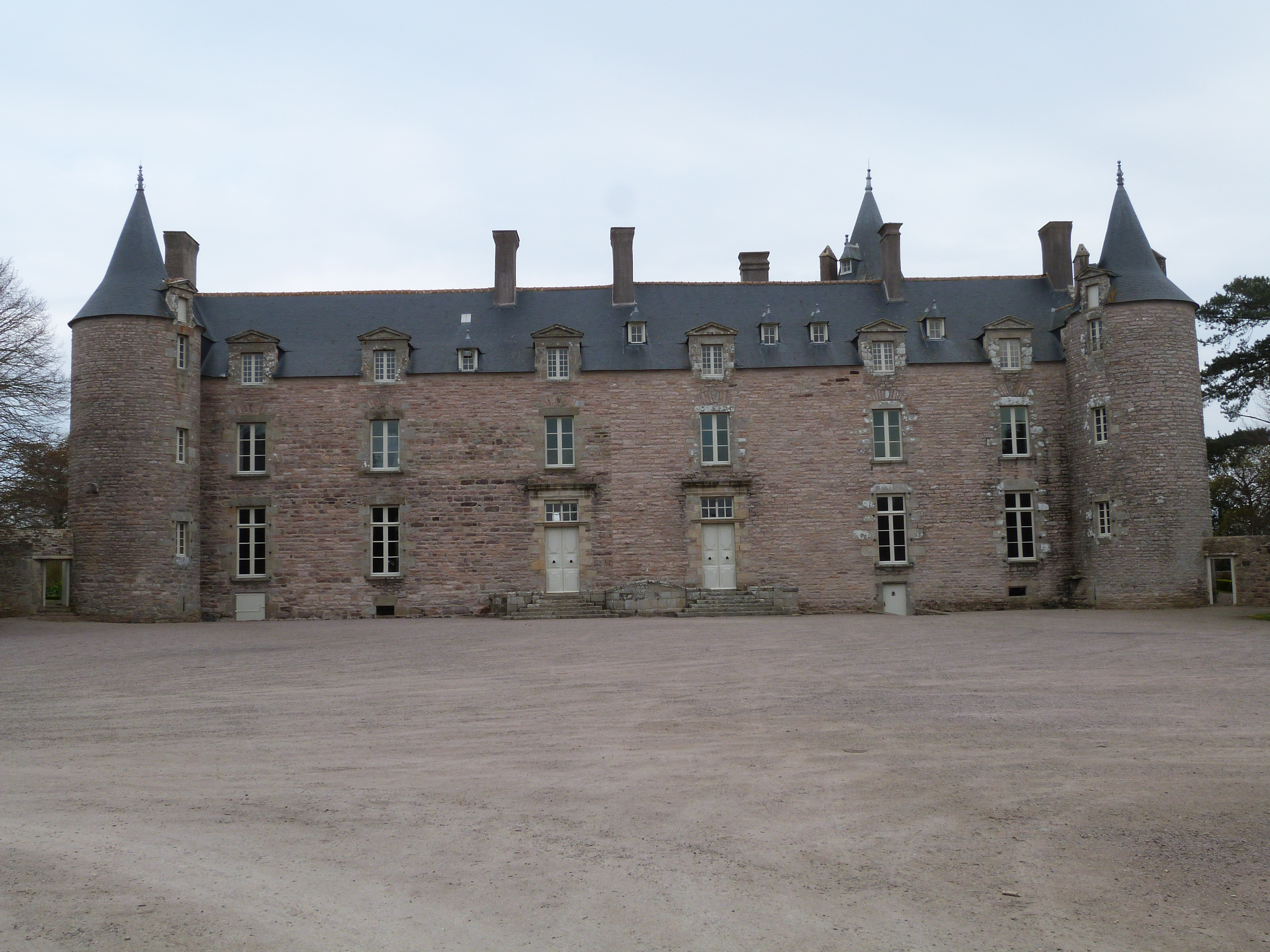
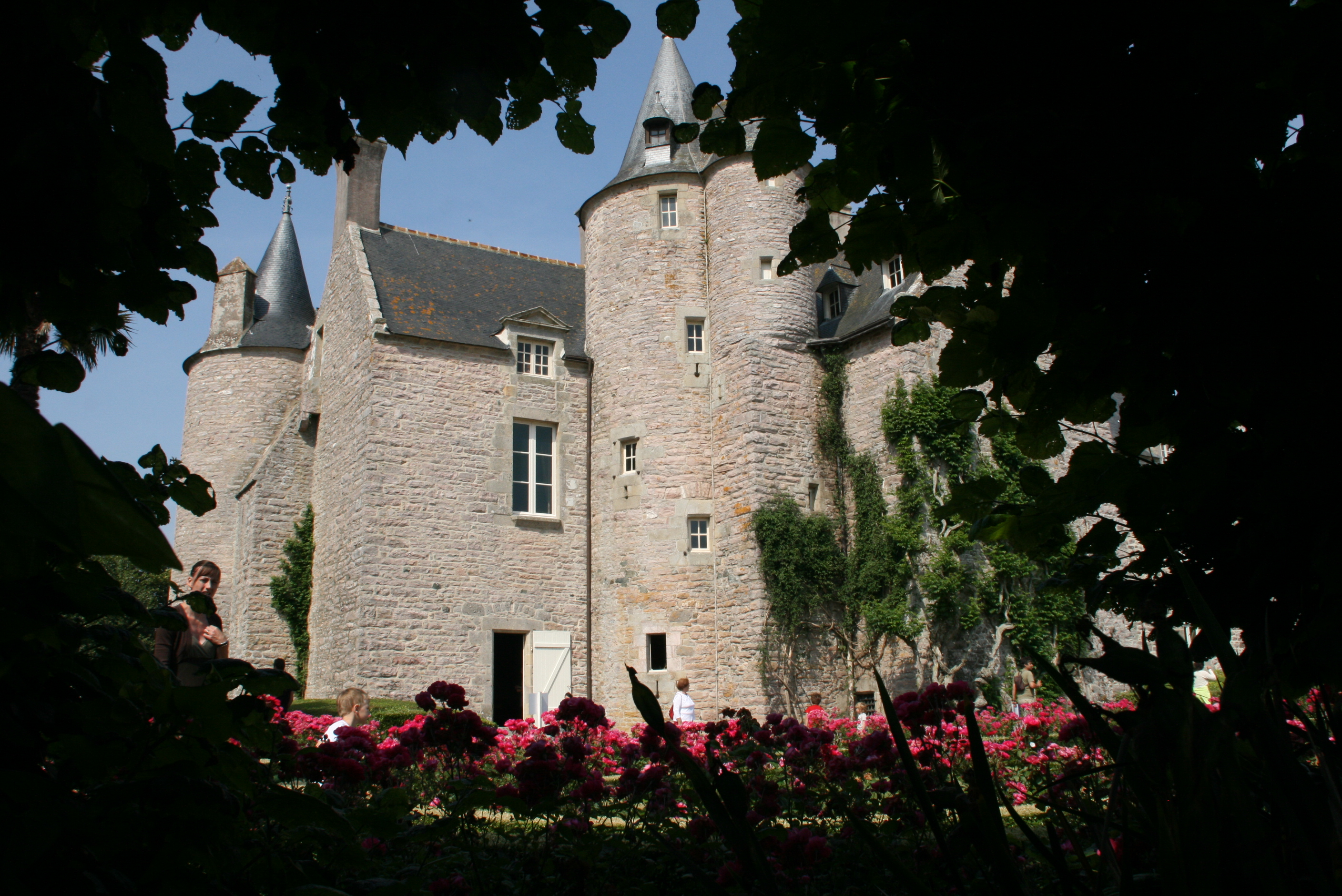

Le château de Bienassis est un ensemble très complet de demeure seigneuriale. L'accès se fait par un pont qui a succédé au pont-levis au-dessus des douves qui entourent les plates-formes sur lequel le logis cantonné de tours aux angles. Le logis et ses dépendances sont en grès roses d’Erquy. Une partie médiévale possède une tour d'escalier demi-hors-œuvre dans un angle et une tour hors-œuvre dans l'autre angle. La partie renaissance prolonge la partie ancienne vers l'ouest et abrite un escalier monumental à deux volées et un grand salon au rez-de-chaussée. Les cheminées et les escaliers sont des XVe et XVIIe siècles. Un mur crénelé est le seul vestige de l'enceinte du XVe siècle. Les tours d'angle et les tourelles du mur ont été ajoutées au XVIIe siècle, à l'époque de la reconstruction du château.
Le logis est ouvert à la visite : le rez-de-Chaussée meublé, le grand salon, la salle des gardes, la salle à manger (où l'on peut admirer des porcelaines de Chine, du Japon et de Bayeux, des meubles de style Louis XIV et de la Renaissance bretonne), la cuisine, la chapelle, témoignent d’une maison vivante ainsi que sa grande avenue classée, ses larges douves, ses remparts, sa cour d'honneur, son jardin français, son potager et son parc forestier.

Façade d'entrée
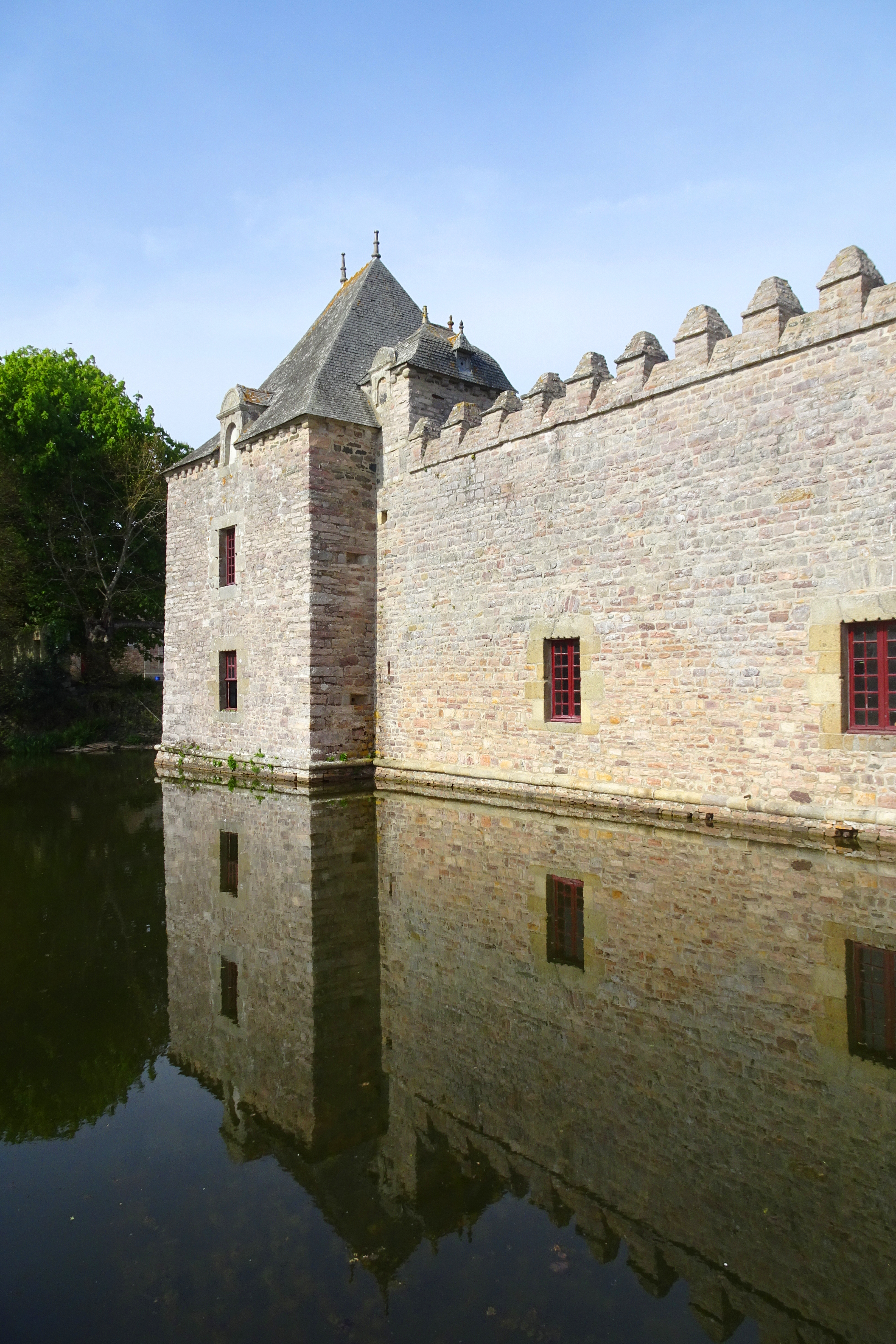
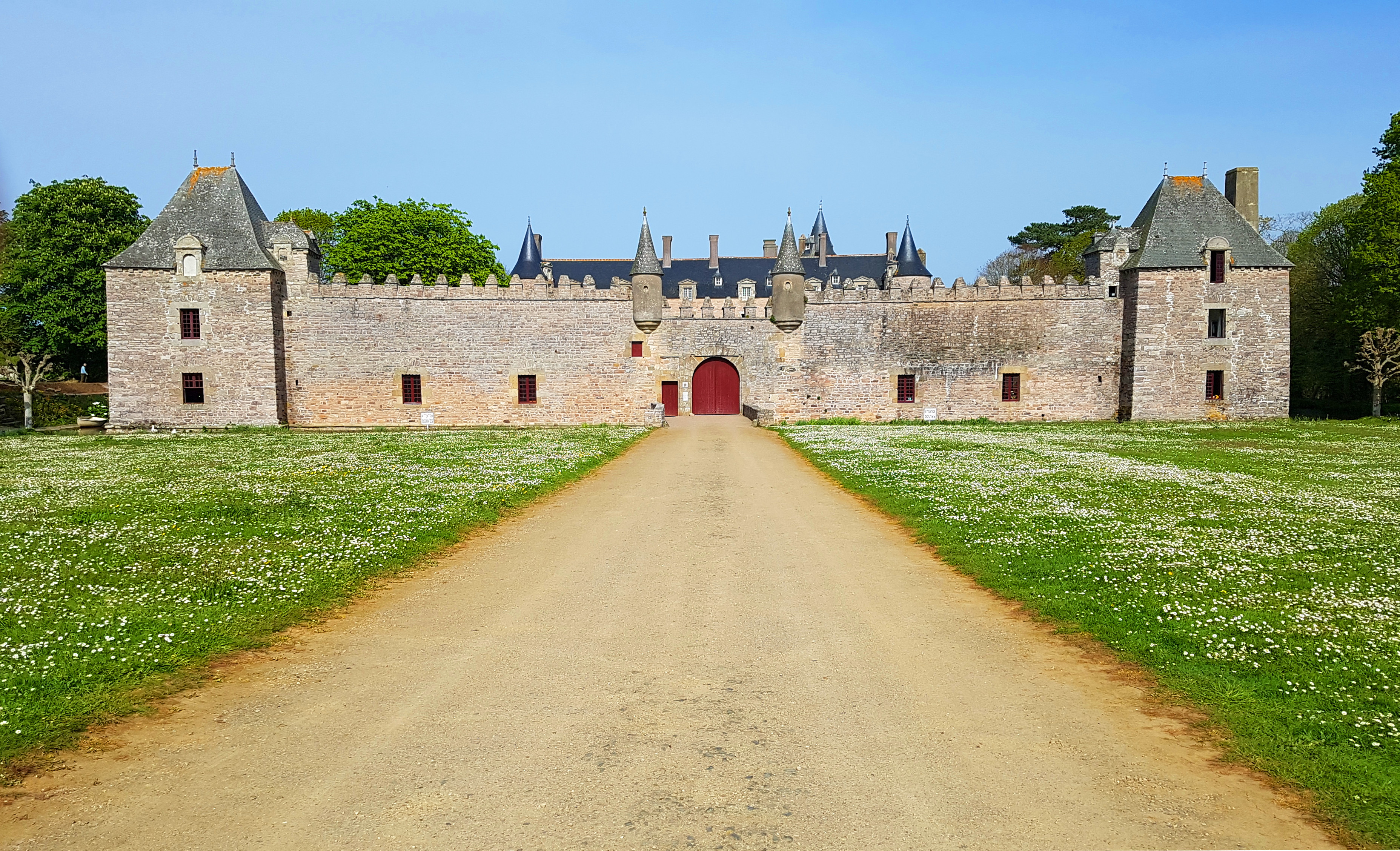
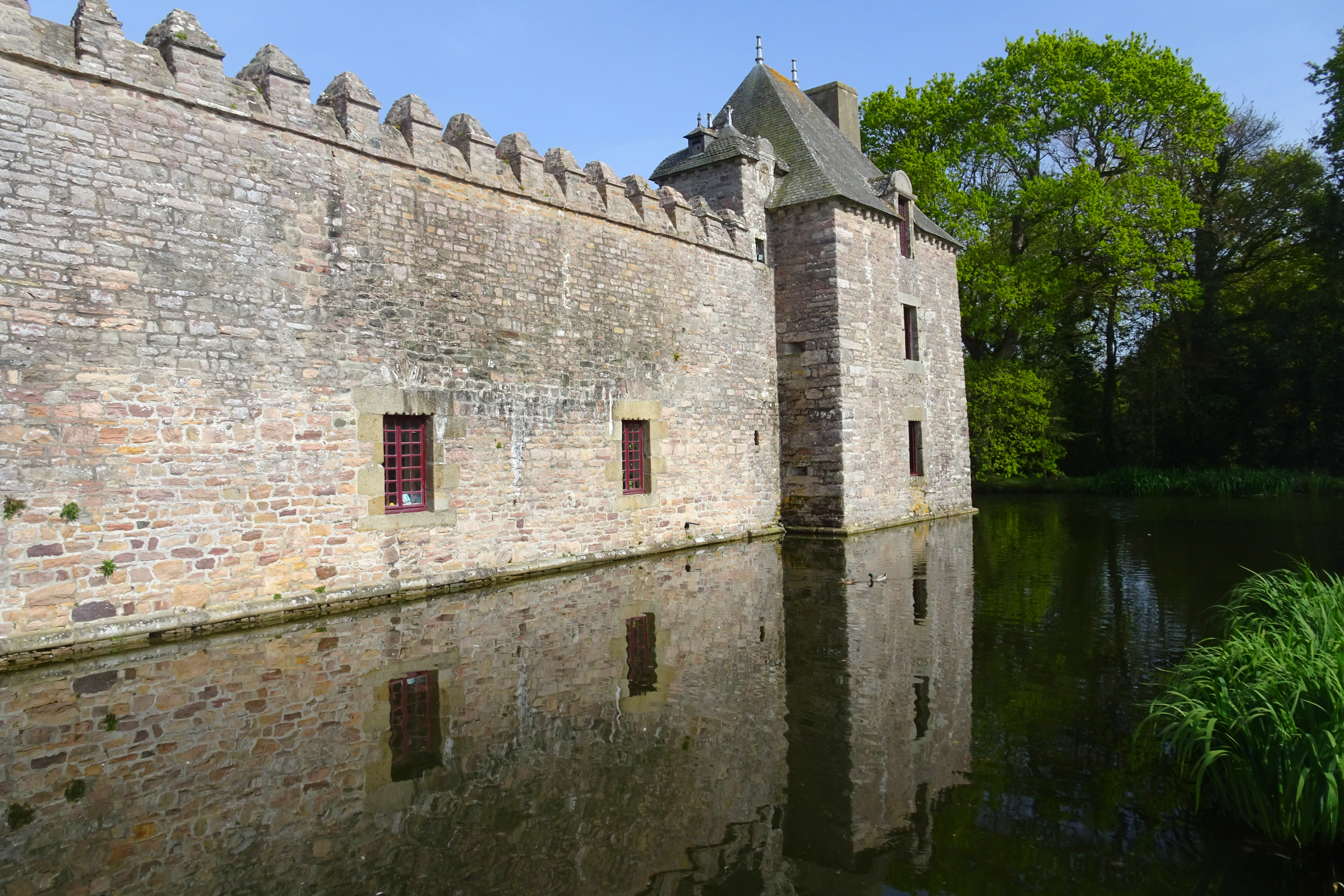

## Protection
Le château de Bienassis, son grand escalier, la poterne d'entrée, le jardin et l'allée ont été classés au titre des monuments historiques le 29 août 1945. Ce classement est remplacé par un autre classement en 2012, lui-même remplacé par un classement plus général le 25 avril 2013,.